# Békéscsaba vasútállomás
Békéscsaba vasútállomás egy Békés vármegyei vasútállomás, Békéscsaba településen, a MÁV üzemeltetésében. A város központjának nyugati részén helyezkedik el, közúti elérését a 444-es főútból kiágazó 44 338-as számú mellékút teszi lehetővé.

## Felújítás
2013-2016 között teljes felújításban részesült az 1974-ben villamosított vasútállomás.
Ennek során az épület több részét visszaállították az eredeti állapotába, így a külső festés ismét okkersárga, a belső mennyezeti törtfehér lett, a padló sakktáblamintás kövezetet kapott; emellett megemlítendő, hogy visszatért több díszkábeles kandeláber a csarnokba. A "B" és "C" szigetperonokból magasperonok lettek nagy kiterjedésű perontetővel, térkővel, új berendezési tárgyakkal.
A csarnok és a vágányok alatt gyalogos aluljárót is kialakítottak, ahonnan lépcsővel és személyfelvonóval is megközelíthetőek a peronok - az "A" peront kivéve, amely csak lépcsővel közelíthető meg. A csarnok mellett felújításra került a forgalmi iroda, illetve a kisebb, bal- és jobb oldali pavilonok is.

## Felépítés
A 2013-16-os rekonstrukció során néhány kisebb épületrészt elbontottak, melyek már elhagyták az eredeti funkciójukat.

### Előtér, park
A csarnok és a forgalmi iroda előtere gránitlapokkal burkolt tér. A felvételi épület előtt különleges szökőkút, illetve több virág- és faültetvény található. A tér szélén pihenőpadok és szemetesek vannak elhelyezve, illetve egy információs totemoszlop. A forgalmi iroda előtt egy kisebb park található, melynek különleges dísze egy gőzmozdony.
A tér mellett, a vasúti raktárépület előtt 184 férőhelyes P+R parkoló van elhelyezve. Néhány parkolórészt fa- és virágágyás választ el egymástól. A parkolórész szélén egy viszonylag nagy taxiállomás található. A kerékpárosok számára használható (B+R) parkolóhelyek a tér több részén is ki vannak alakítva, többek közt a taxiállomás mellett és a forgalmi iroda előtt.
A forgalmi irodával szemben 1989 óta üzemel a város autóbusz-állomása, amely egyben a Volánbusz egyik helyközi és távolsági autóbusz-állomása is.
Közbiztonság tekintetében elmondható mind a vasútállomáshoz, mind az autóbusz-pályaudvarhoz kapcsolódó gyalogos- és közúti felületekről, hogy térfigyelő kamerarendszer működik, mely a városi hálózathoz kapcsolódik, illetve valamennyi területen ki van építve a közvilágítás. A közlekedési központ mellett, az Andrássy út – Szabolcs utca – Temető sor – Volánbusz-bekötőút csomópontjában található közlekedési lámpa mindennap 24 órában élesben működik, azaz az éjszaka folyamán, illetve hétvégén is biztosított a közlekedési csomópont szabályozott használata.

### Felvételi épület
A felvételi épület három bejárati ajtóval rendelkezik, melyek közül a második mozgáskorlátozott emberek számára van kialakítva. Rögtön a bejárattal szemben helyezkedik el a peronokhoz irányuló aluljáró levezető lépcsősora. Az épület bal szárnyán van kialakítva a három nemzetközi és az egy belföldi jegypénztár, illetve a szárny végén a mosdó. A jobb oldali szárnyon van kialakítva a MÁV-START Ügyfélszolgálat és egy kormányablak. A két szárny találkozásánál vannak kialakítva az "A" peronhoz vezető ajtók. A bejárat körül két üzlethelyiség, illetve a jobb oldali szárny és a belépő szárny találkozásánál bankautomata található.
A berendezést tekintve, az “A” peronra vezető kijáratok körül jegyárusító automaták és e-jegy átvevőkioszkok vannak elhelyezve. Az ajtók, illetve a pénztárak felett az érkező és az induló vonatokat listázó monitorok találhatók. A csarnok több részén pihenőpadok, plakáttartó üvegvitrinek és tűzvédelmi berendezések is ki vannak helyezve.
Az épület világítását egyrészt a mennyezetről díszkábellel lenyúló kandeláberek, másrészt a falak mentén elhelyezett fénycsöves világítótestek alkotják. A kisebb termek, így a MÁV-START Ügyfélszolgálat és a pénztárak, zömében fénycsöves világítótestekkel vannak ellátva. Az épületben padlófűtés működik.

### A peronaluljáró
A peronaluljáró a "B" és "C" peronok biztonságos megközelítését biztosítja, az autóbusz-állomás aluljárójával összekapcsolva. Főbejárata a felvételi épületben található levezető lépcsősor, illetve az épületben működő személyfelvonó. A peronokra lépcső és személyfelvonó vezet fel, az "A" peront leszámítva, mivel oda nem vezet lift. Az aluljáróban az épület kihűlését fotocellás mozgóajtókkal gátolják meg. Az egyik ajtó a közlekedő rész és a csarnok lépcsős lejárója, a másik az autóbusz-állomás aluljárója és az összekötőrész közé van beépítve. A csarnok lejárója alatt egy kisebb raktár is helyet kap.
Az aluljáró világítását a mennyezetbe beépített fénycsöves világítótestek alkotják. A legtöbb fel- és lejáró mellett utastájékoztató monitorok vannak felszerelve, melyek az érkező és az induló vonatokat jelenítik meg. Az aluljáróban is található tűzvédelmi felszerelés.

### Peronok
Az állomáson a személyvonattal utazókat térkő burkolatos magas-peronok szolgálják ki. Összesen három ilyen peron található az állomáson, mindhárom rendelkezik perontetővel, valamint az aluljáróba vezető lépcsősorral. A "B" és a "C" peronokon liftes közlekedési lehetőség is van. A peronokon tilos az átjárás, a közlekedéshez a peronaluljáró használandó. A peronok világítását fénycsöves világítótestek biztosítják.
A perontetők oszlopain utastájékoztató monitorok is fel vannak szerelve, melyeken megtekinthető, hogy melyik vágányra (1A-1B-2A-2B-3-4-5A-5B) mikor és hová közlekedő vonat érkezik. A berendezés nagyjából egységes mindhárom peronon. Pihenőpadok, utastájékoztató állómonitorok, plakáttartó üvegvitrinek és világító számlapú órák vannak elhelyezve a peronokon. A mozgáskorlátozott emberek számára emelőgépek is el vannak helyezve.

## Vasútvonalak
Az állomást az alábbi vasútvonalak érintik:
- Szajol–Lőkösháza-vasútvonal
- Szeged–Kötegyán-vasútvonal
- Békéscsaba–Nagyvárad-vasútvonal

## Megközelítése tömegközlekedéssel
- Helyi busz:  1, 3, 4, 5, 7, 7F, 8, 8A, 8V, 17V, 20
- Helyközi busz:  4800, 4801, 4805, 4810, 4812, 4813, 4815, 4816, 4819, 4820, 4821, 4824, 4825, 4826, 4827, 4828, 4829, 4830, 4831, 4832, 4833, 4835, 4838, 4839, 4840, 4844, 4850, 4855, 4885, 4894, 5021, 5128, 5160, 5189, 5208
- Távolsági busz:  1085, 1346, 1374, 1440, 1441, 1486, 1499

## Kapcsolódó állomások
A vasútállomáshoz az alábbi állomások vannak a legközelebb:
- Murony vasútállomás (Szajol–Lőkösháza-vasútvonal)
- Szabadkígyós vasútállomás (Szajol–Lőkösháza-vasútvonal)
- Fürjes megállóhely (Szeged–Kötegyán-vasútvonal)
- Fényes megállóhely (Szeged–Kötegyán-vasútvonal)

## Forgalom
| Járat                                             | Útvonal | Gyakoriság                  |
| ------------------------------------------------- | --- | --------------------------- |
| személyvonat                                      | Békéscsaba – Fényes – Bicere – Gyula (– Gyulai városerdő) – József Szanatórium – Sarkadi Cukorgyár – Sarkad – Kötegyán – Méhkerék – Sarkadkeresztúr – Okány – Vésztő | Kb. 2 óránként              |
| személyvonat                                      | Békéscsaba → Fényes → Bicere → Gyula (→ Gyulai városerdő) → József Szanatórium → Sarkadi Cukorgyár → Sarkad → Kötegyán → Méhkerék → Sarkadkeresztúr → Okány → Vésztő → Szeghalom → Körösladány → Dévaványa → Gyoma | Napi 2 Gyoma felé           |
| személyvonat                                      | Békéscsaba – Fényes – Bicere – Gyula – József Szanatórium – Sarkadi Cukorgyár – Sarkad – Kötegyán – Salonta (Nagyszalonta) | Napi 1 pár                  |
| személyvonat                                      | Szeged – Szeged-Rókus – Hódmezővásárhelyi Népkert – Hódmezővásárhely – Kútvölgy – Székkutas – Orosháza – Orosházi tanyák – Csorvás – Csorvás alsó – Telekgerendás (– Fürjes) – Békéscsaba | Óránként                    |
| személyvonat                                      | Szeged – Szeged-Rókus – Algyő – Hódmezővásárhelyi Népkert – Hódmezővásárhely (← Kútvölgy – Székkutas) – Orosháza (← Orosházi tanyák) – Csorvás (← Csorvás alsó) – Telekgerendás – Békéscsaba – Gyula | Vasárnap 1 pár              |
| személyvonat                                      | Békéscsaba – Kétegyháza – Bánkút – Medgyesegyháza – Magyarbánhegyes – Mezőkovácsháza felső – Mezőkovácsháza – Végegyháza – Végegyháza alsó – Belsőkamaráspuszta – Mezőhegyes | 1-2 óránként                |
| személyvonat                                      | Békéscsaba – Kétegyháza – Bánkút – Medgyesegyháza – Magyarbánhegyes – Mezőkovácsháza felső – Mezőkovácsháza – Végegyháza – Végegyháza alsó – Belsőkamaráspuszta – Mezőhegyes – Csanádpalota – Nagylaki Kendergyár – Nagylak – Magyarcsanád – Apátfalva – Makó – Kiszombor megálló – Kiszombor – Deszk – Szőreg – Újszeged | Napi 2 pár                  |
| személyvonat                                      | Szolnok – Szajol – Tiszatenyő – Pusztapó – Kétpó – Csugar – Mezőtúr – Nagylapos – Gyoma – Csárdaszállás – Mezőberény – Murony – Békéscsaba – Kétegyháza – Lőkösháza | Változó                     |
| személyvonat                                      | Lőkösháza → Kétegyháza → Békéscsaba → Murony → Mezőberény → Csárdaszállás → Gyoma → Nagylapos → Mezőtúr → Kétpó → Tiszatenyő → Szajol → Szolnok → Újszász → Nagykáta → Budapest-Keleti | Napi 1 Budapest felé        |
| Csabai Tekergő expresszvonat                      | Békéscsaba – Murony – Mezőberény – Gyoma – Mezőtúr – Szolnok – Cegléd – Ferihegy – Kőbánya-Kispest – Budapest-Kelenföld – Velence – Székesfehérvár – Balatonakarattya – Balatonkenese – Balatonfűzfő – Balatonalmádi – Alsóörs – Csopak – Balatonfüred – Balatonakali-Dörgicse – Zánka-Köveskál – Szepezdfürdő – Révfülöp (← Badacsonyörs) – Badacsonytomaj – Badacsony – Tapolca                                                                                           | Nyári hétvégéken napi 1 pár |
| Békés InterCity                                   | Budapest-Keleti – Szolnok – (Kétpó –) Mezőtúr – (Nagylapos →) Gyoma – (Csárdaszállás –) Mezőberény – Murony – Békéscsaba (← Kétegyháza ← Lőkösháza) | Óránként                    |
| Béga, Körös, Maros és Zaránd nemzetközi InterCity | Budapest-Keleti – Szolnok (– Kétpó) – Mezőtúr – Gyoma – Mezőberény – Murony – Békéscsaba – Kétegyháza – Lőkösháza – Curtici (Kürtös) – Șofronea (Sofronya) – Arad (– Aradu Nou (Újarad) – Timișoara Nord (Temesvár)) | Napi 4 pár                  |
| Zaránd nemzetközi InterCity                       | Szolnok – Mezőtúr – Gyoma – Mezőberény – Murony – Békéscsaba – Kétegyháza – Lőkösháza – Curtici (Kürtös) – Șofronea (Sofronya) – Arad | Napi 1 pár                  |
| Fogaras nemzetközi InterCity                      | Budapest-Keleti – Szolnok (← Kétpó) – Mezőtúr – Gyoma – (Csárdaszállás →) Mezőberény – Murony – Békéscsaba – Kétegyháza – Lőkösháza – Curtici (Kürtös) – Arad (Arad) – Radna (Máriaradna) – Săvârșin (Soborsin) – Ilia (Marosillye) – Deva (Déva) – Simeria (Piski) – Vințu de Jos (Alvinc) – Sebeș (Szászsebes) – Sibiu (Nagyszeben) – Făgăraș (Fogaras) – Codlea (Feketehalom) – Braşov (Brassó)                                                                          | Napi 1 pár                  |
| Ister nemzetközi InterCity                        | Budapest-Keleti – Szolnok (← Kétpó) – Mezőtúr – Gyoma – (Csárdaszállás →) Mezőberény – Murony – Békéscsaba – Kétegyháza – Lőkösháza – Curtici (Kürtös) – Arad (Arad) – Deva (Déva) – Simeria (Piski) – Vințu de Jos (Alvinc) – Sebeș (Szászsebes) – Sibiu (Nagyszeben) – Făgăraș (Fogaras) – Codlea (Feketehalom) – Braşov (Brassó) – Predeal (Predeál) – Busteni – Sinaia – Câmpina – Ploieşti Vest – București Nord                                                       | Napi 1 pár                  |
| Traianus nemzetközi InterCity                     | Budapest-Keleti – Szolnok (← Kétpó) – Mezőtúr – Gyoma – (Csárdaszállás →) Mezőberény – Murony – Békéscsaba – Kétegyháza – Lőkösháza – Curtici (Kürtös) – Arad (Arad) – Timişoara Nord (Temesvár) – Lugoj (Lugos) – Caransebeş (Karánsebes) – (Teregova → Iablanița (Bélajablánc) →) Băile Herculane (Herkulesfürdő) – Orşova (Orsova) – Drobeta-Turnu Severin (Szörényvár) – Balota – Strehaia Halta – Filiași – Craiova – Caracal – Roșiori Nord – Videle – București Nord | Napi 1 pár                  |
| Muntenia nemzetközi InterCity                     | Budapest-Keleti – Szolnok (← Kétpó) – Mezőtúr – Gyoma – (Csárdaszállás →) Mezőberény – Murony – Békéscsaba – Kétegyháza – Lőkösháza – Curtici (Kürtös) – Arad (Arad) – Timişoara Nord (Temesvár) – Lugoj (Lugos) – Caransebeş (Karánsebes) – Băile Herculane (Herkulesfürdő) – Orşova (Orsova) – Drobeta-Turnu Severin (Szörényvár) – Balota – Strehaia Halta – Filiași – Craiova – Caracal – Roșiori Nord – Videle – București Nord                                        | Napi 1 pár                  |
| Dacia EuroCity                                    | Wien Hauptbahnhof (Bécs) – Hegyeshalom – Mosonmagyaróvár – Győr – Tatabánya – Budapest-Kelenföld – Budapest-Keleti – Szolnok – Békéscsaba – Lőkösháza – Curtici (Kürtös) – Arad (Arad) – Deva (Déva) – Simeria (Piski) – Alba Iulia (Gyulafehérvár) (← Coșlariu (Koslárd)) – Blaj (Balázsfalva) – Mediaș (Medgyes) – Sighișoara (Segesvár) – Brașov (Brassó) – Predeal (Predeál) – Sinaia – Ploiești Vest – București Nord                                                  | Napi 1 pár                  |